# A Decade Under the Influence
A Decade Under the Influence (t.l. Un decennio in stato di ebbrezza) è un film documentario del 2003, diretto da Ted Demme e Richard LaGravenese e prodotto per l'Independent Film Channel, che racconta il periodo della storia del cinema statunitense dalla seconda metà degli anni sessanta alla fine degli anni settanta, quello della cosiddetta New Hollywood, attraverso interviste a molti protagonisti di quell'epoca (registi, sceneggiatori ed attori) e spezzoni dei loro film più significativi.

## Trama
Il documentario è strutturato in tre parti, Influences and Independents, The New Hollywood, Yesterday, Today and Tomorrow, ognuna delle quali introdotta da una citazione di un maestro del cinema:
(François Truffaut, I film della mia vita)
(Orson Welles)
(Jean Renoir)
La prima parte si concentra sugli anni Sessanta e sulle influenze del cinema europeo (François Truffaut, Jean-Luc Godard, Ingmar Bergman, Vittorio De Sica, Roberto Rossellini, Luchino Visconti, Federico Fellini, Bernardo Bertolucci, Michelangelo Antonioni, Luis Buñuel, Jean Renoir) e non solo (Akira Kurosawa) e di un turbolento contesto storico-sociale (rivoluzione sessuale, battaglia per i diritti civili, droghe, Vietnam, ecc.) su una nuova generazione di autori, cresciuti con i cineforum dei campus universitari.
La seconda parte racconta gli anni d'oro della New Hollywood, in cui i grandi studios danno carta bianca a questi giovani talenti, capaci di raggiungere il pubblico come le majors sembrano non essere più in grado di fare. Sono gli anni di Il padrino di Francis Ford Coppola e L'esorcista di William Friedkin.
La terza parte mostra invece come dai successi della New Hollywood emerga il cinema dei blockbusters, rappresentato dai successi di Lo squalo e Guerre stellari e incarnato da Steven Spielberg e George Lucas, e come lo spirito autoriale degli anni Settanta sopravviva attualmente solo nel cinema indipendente.
Il documentario si chiude con una cronologia di film dal 1969 al 1980, una scusa/invito agli spettatori («For film audiences who are thinking: I can't believe they didn't include... (fill in the blank)... we acknowlege that there are many great films and filmmakers who do not appear in this documentary. To those film artists, dead or alive, we offer our deepest apologies. To new film audiences, we offer an invitation to discover them.») e la dedica "for Teddy" a Ted Demme.

## Film presenti nel documentario
Nel corso del documentario vengono mostrate scene dei seguenti film:
- 1960 - All'ultimo respiro di Jean-Luc Godard
- 1962 - Jules e Jim di François Truffaut
- 1965 - Le colline blu di Monte Hellman
- 1967 - Gangster Story di Arthur Penn, Il laureato di Mike Nichols
- 1968 - Bersagli di Peter Bogdanovich, Volti di John Cassavetes
- 1969 - Bob & Carol & Ted & Alice di Paul Mazursky, Non si uccidono così anche i cavalli? di Sydney Pollack, Easy Rider - Libertà e paura di Dennis Hopper, Un uomo da marciapiede di John Schlesinger
- 1970 - M*A*S*H di Robert Altman, Hi, Mom! di Brian De Palma, Il padrone di casa di Hal Ashby, La guerra del cittadino Joe di John G. Avildsen, Cinque pezzi facili di Bob Rafelson
- 1971 - Panico a Needle Park di Jerry Schatzberg, Una squillo per l'ispettore Klute di Alan J. Pakula, I compari di Robert Altman, Conoscenza carnale di Mike Nichols, L'ultimo spettacolo di Peter Bogdanovich, Il braccio violento della legge di William Friedkin, Ispettore Callaghan: il caso Scorpio è tuo! di Don Siegel, Harold e Maude di Hal Ashby
- 1972 - Il padrino di Francis Ford Coppola, Un tranquillo weekend di paura di John Boorman, Il re dei giardini di Marvin di Bob Rafelson, Lo spaventapasseri di Jerry Schatzberg
- 1973 - Un tocco di classe di Melvin Frank, Mean Streets - Domenica in chiesa, lunedì all'inferno di Martin Scorsese, La rabbia giovane di Terrence Malick, Serpico di Sidney Lumet, L'ultima corvé di Hal Ashby, Il dormiglione di Woody Allen, L'esorcista di William Friedkin
- 1974 - Foxy Brown di Jack Hill, La conversazione di Francis Ford Coppola, Una calibro 20 per lo specialista di Michael Cimino, Chinatown di Roman Polański, Una moglie di John Cassavetes, Alice non abita più qui di Martin Scorsese, Il padrino - Parte II di Francis Ford Coppola, Frankenstein Junior di Mel Brooks
- 1975 - Shampoo di Hal Ashby, Nashville di Robert Altman, Lo squalo di Steven Spielberg, Quel pomeriggio di un giorno da cani di Sidney Lumet, Qualcuno volò sul nido del cuculo di Miloš Forman
- 1976 - Taxi Driver di Martin Scorsese, Tutti gli uomini del presidente di Alan J. Pakula, Carrie - Lo sguardo di Satana di Brian De Palma, Quinto potere di Sidney Lumet
- 1977 - Io e Annie di Woody Allen
- 1978 - Tornando a casa di Hal Ashby, Una donna tutta sola di Paul Mazursky, Il cacciatore di Michael Cimino
- 1980 - I cancelli del cielo di Michael Cimino

## Produzione e distribuzione
Le interviste sono state realizzate non solo dai due registi, Demme (prematuramente scomparso nel 2002, prima che il documentario fosse concluso) e LaGravenese, ma anche da altri importanti filmmaker, quali Alexander Payne, Neil LaBute, Scott Frank e Nick Cassavetes. È stato presentato al Sundance Film Festival e distribuito praticamente in contemporanea con un altro documentario sullo stesso tema, Easy Riders Raging Bulls.

## Critica
Giulia D'Agnolo Vallan, sul Manifesto, scrive che è un documentario «piuttosto discutibile per ciò che ha lasciato dentro e/o fuori e anche superficiale nelle sue conclusioni (Spielberg e Lucas sono i cattivi della storia)».